# Pinaka
Le Pinaka (nom de l’arc de Shiva dans l'hindouisme)  est un camion  lance-roquettes multiple produit et développé  en Inde  par Defence Research and Development Organisation pour les Forces armées indiennes. 

## Caractéristiques

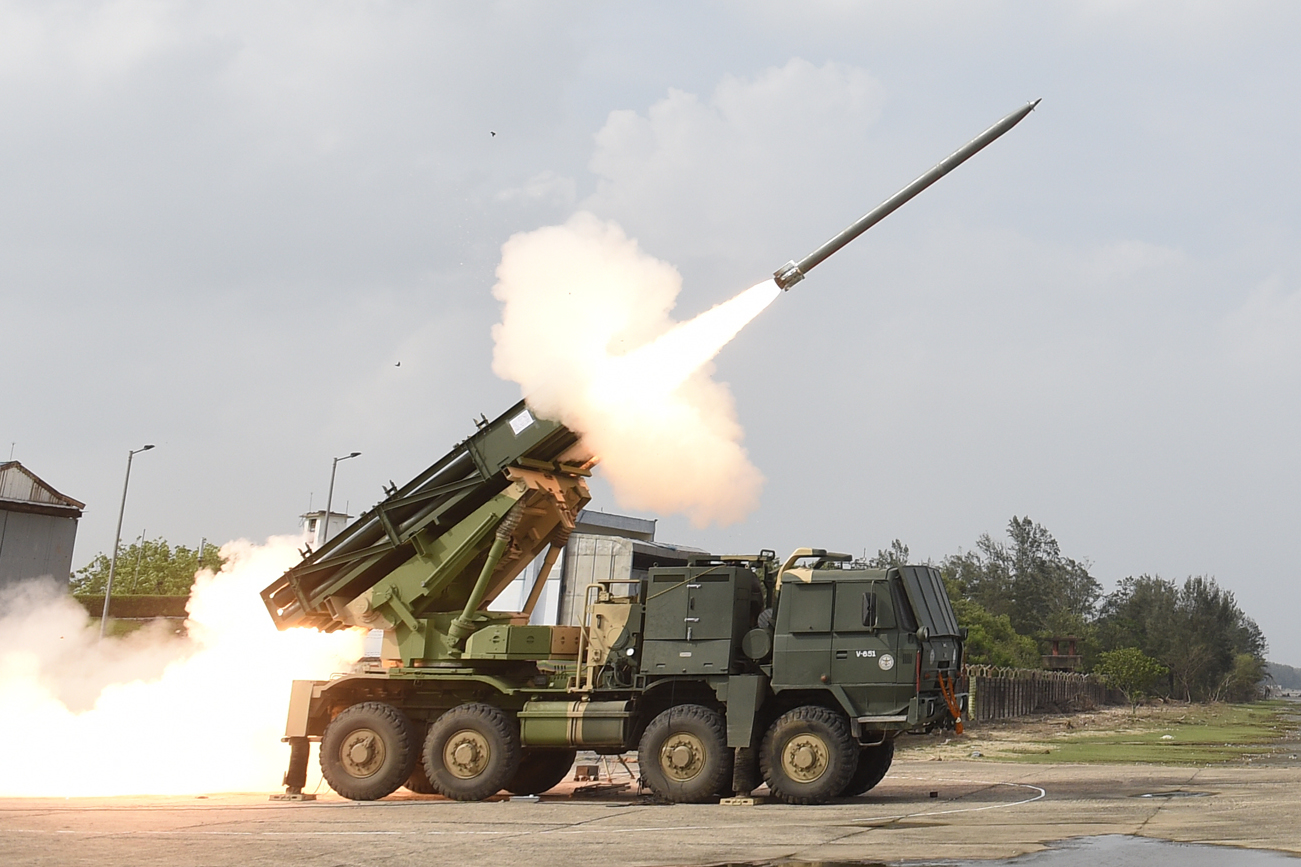
Essai d'une roquette Mark-I améliorée le 24 juin 2021.

Le système tire une salve de 12 roquettes de 276 kg avec une charge utile de 100 kg et de calibre 214 mm en 44 secondes d'une portée maximum de 39-42 km pour la première génération de projectiles, Le système est installé sur un camion Tatra à huit roues motrices. Ces roquettes peuvent être mises en œuvre entre - 10 et + 55 degrés. Depuis novembre 2020, une version améliorée peut détruire, selon le ministère indien de la Défense, des cibles situées à plus de 45 km, voire jusqu’à 60.
Les Pinaka Mark-II, une génération de roquettes de 5,20 m de long avec une portée étendue à 75 km, sont en cours de développement et testées pour la première fois début 2017.
Une troisième génération, les Pinaka Mark-III et Pinaka MK-III ER/ MK-IV, avec une charge utile de 250 kg, une portée de 120 ou 200 km et dotées d'un système de guidage, est en cours de développement (2024) pour remplacer les BM-30 Smerch d'origine russe,.
Elles sont mises en œuvre à partir de batteries se composant de six lanceurs, chacun avec 12 fusées, six véhicules de ravitaillement en munitions, deux véhicules poste de commandement avec un ordinateur de contrôle de tir et un radar de conduite de tir.

## Historique
Le système Pinaka est conçu et développé par deux entités privées, Tata Group et Larsen & Toubro (L & T), en association avec l’Agence de recherche et de développement en matière d’armement de l’Organisation de recherche et de développement pour la défense (DRDO) entre décembre 1986 et décembre 1992 pour un budget de 26,47 crores de ₹. 
C'est l'un des rares succès du secteur privé indien dans la fabrication de matériel militaire, ce pays s'appuyant plus traditionnellement sur ses entreprises d'état. 
Les premiers exemplaires de série sont produits en 1998. Il s'est illustré, pour la première fois en service lors du conflit de Kargil en 1999, en neutralisant avec succès les positions ennemies sur le haut des montagnes. C’est à partir de ce moment-là que le Pinaka a été introduit en nombre dans les Forces armées indiennes et entre officiellement en service en 2000. 
Les roquettes sont fabriquées sur le site de Ordnance Factory Ambajhari (OFAJ) qui en produisent mille par an en 2012 et se déclarent à cette date prêts à en produire cinq mille par an.
Les deux premiers régiments de Pinaka (trois batteries de six pièces) ont été mis sur pied entre 2006 et 2010. En septembre 2016, the Cabinet Committee on Security (en) décide de créer deux autres régiments pour un coût de crore de roupies indiennes (441 millions de dollars à l'époque). En novembre 2016, un appel d'offres est lancé pour six régiments additionnels pour 14 633 crores.
En décembre 2016, Tata Power SED a reçu une commande d'une valeur de plus de  200 crores de roupies indiennes pour 20 lanceurs et huit postes de commandement.
En 2017, on spécule un total de 22 régiments en 2026. 
Le 17 octobre 2022, l'Armenie annonce vouloir acquérir 4 batteries Pinaka Mk1 (chaque batterie comprenant six lanceurs, six véhicules de ravitaillement en munitions, deux véhicules poste de commandement et conduite de tir radar) pour 250 millions de dollars. Les livraisons ont débuté en juin 2023.
La France pourrait être intéressée par ce système.